# Dunave
Dunave su naselje u Dubrovačko-neretvanskoj županiji, smješteno u općini Konavle.

## Zemljopisni položaj
Dunave se nalaze iznad jadranske turističke ceste, u konavoskim brdima, oko 40 km jugoistočno od Dubrovnika, u blizini tromeđe Hrvatske, Crne Gore i Bosne i Hercegovine.

## Naziv
Svoj naziv Dunave zahvaljuju položaju ispod Dunavskog brda po kojem je mjesto dobilo ime.

## Povijest
Iznad sela je smještena Crkva Svete Barbare koja je izgrađena 1889. godine na staroj srednjovjekovnoj nekropoli iz 14. i 15. stoljeća. Nekropola sadrži 84 nadgrobna spomenika smještena u smjeru istok - zapad koji su definirani kao dvije vrste stećaka (sanduci i ploče). Ovaj lokalitet predstavlja najveće sačuvano srednjovjekovno groblje u Hrvatskoj. Na pojedinim stećcima još uvijek su uočljivi ukrasi s motivima stiliziranih lozica, rozete s križevima, luka i strijela, ruku te šaka. Lokalitet Svete Barbare je omeđen suhozidom uz koji se nalazi jedna prapovijesna gomila (tumul). Uz samo groblje je prolazila lokalna cesta koja je iz unutrašnjosti Hercegovine vodila prema Konavoskom polju, a bila je u uporabi od prapovijesti do kasnog srednjeg vijeka.
Dne 10. rujna 1944. godine iznad sela Mrcina na tridesetak ustaša s Grude zapucali su partizani. Na pucanj parabele sve su ustaše pod vodstvom Drage Jovanovića pucajući potrčali prema selu Dunave. Mještani, vidjevši da im se ustaše približavaju, pobjegli su iz sela u brda. One koje nisu pobjegli ustaška vojska je ubila, a njihove kuće spalila, jer su sinovi ubijenih bili partizani. Tom prilikom stradali su 75-godišnji Stijepo Obradović, njegova 70-godišnja supruga Jana, 34-godišnji Luko Obradović, Pave Obradović, 70-godišnji Đuro Obradović, 35-godišnja Kate Obradović, 73-godišnji Mato Pušić i 75-godišnji Pero Pušić. Niko Obradović je bio ranjen. Potom su spaljene kuće Balda Pušića, Đura Grzila, Iva Bagoja i Joza Bagoja. U pitanju je jedan od najvećih pojedinačnih ustaških pokolja u dubrovačkom kraju.
Tijekom Domovinskog rata Dunave su okupirane od strane JNA i četničkih postrojbi te je mjesto u potpunosti bilo uništeno, opljačkano i spaljeno. Nakon rata mjesto je u cijelosti obnovljeno.

## Gospodarstvo
Gospodarstvo je u Dunavama nerazvijeno, a jedina grana privrede je poljoprivreda.

## Stanovništvo
U Dunavama, prema popisu stanovnika iz 2011. godine, živi 155 stanovnika uglavnom Hrvata katoličke vjeroispovjesti.
| broj stanovnika | 384   | 405   | 417   | 402   | 376   | 369   | 382   | 381   | 334   | 340   | 341   | 278   | 245   | 231   | 173   | 155   | 147   |
|                 | 1857. | 1869. | 1880. | 1890. | 1900. | 1910. | 1921. | 1931. | 1948. | 1953. | 1961. | 1971. | 1981. | 1991. | 2001. | 2011. | 2021. |

## Znamenitosti
- Sokol grad, izvorno utvrda bosanskih velikaša, u posjedu Dubrovačke Republike od 1420.